# 史特靈

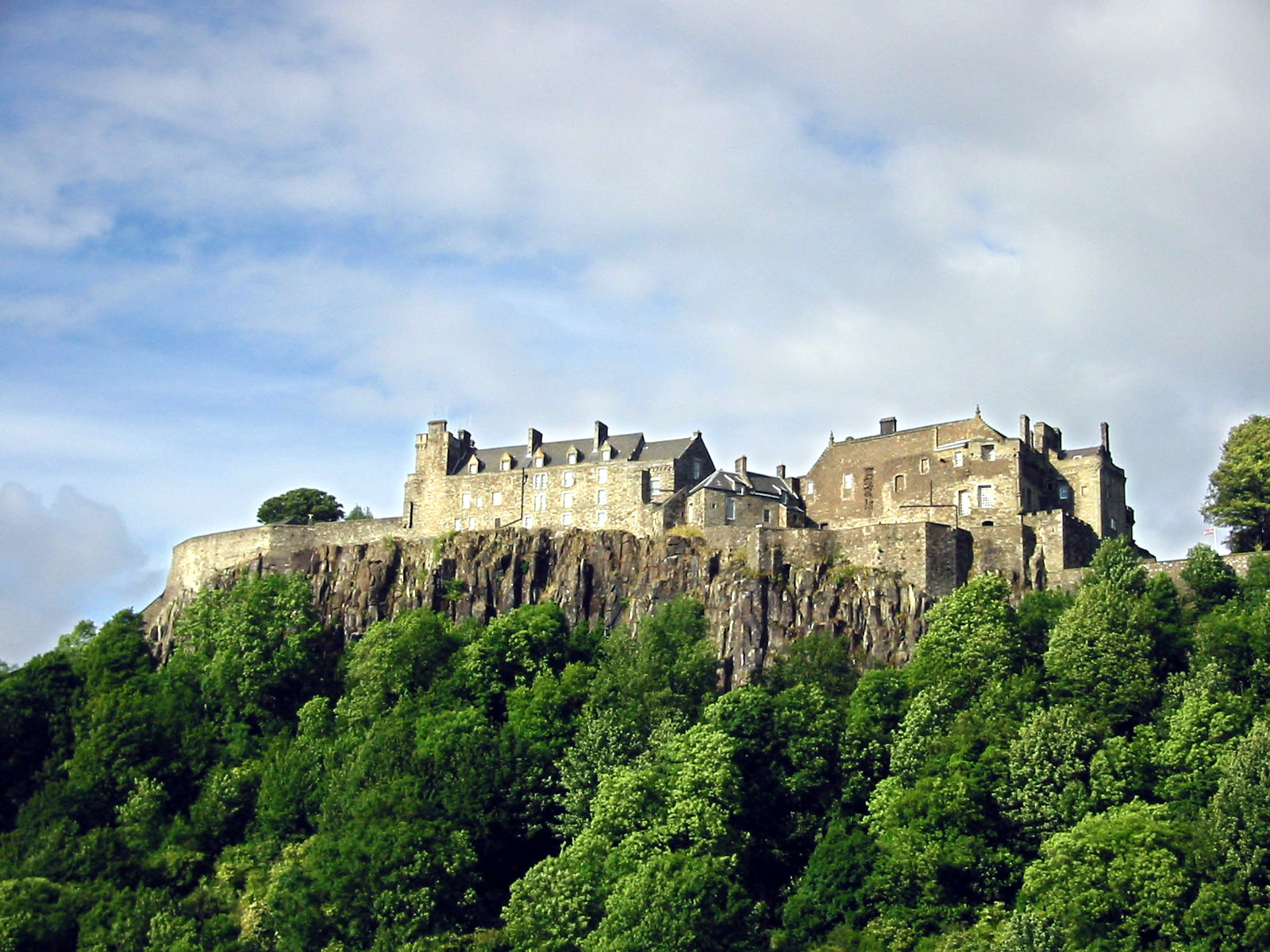
斯特灵城堡

史特靈（英語：Stirling）是英国蘇格蘭中部城市，2002年后是蘇格蘭六個指定市之一。该市也是史特靈議會區的行政中心。
在過去史特靈原本是一個圍繞著史特靈城堡的中古時代城鎮与古老自治城鎮。在愛丁堡之前，它曾一度是以前蘇格蘭王國的首都與政治、商業與工業中心，擁有皇家自治城鎮（Royal Burgh）的地位。苏格兰与英格兰合并后，其特殊地位大大降低。但在2002年英國女王伊莉莎白二世登基五十週年慶（Golden Jubilee）時獲得證書授與，而升格成為指定市。根據2001年的普查，史特靈市的人口為41,243人，为苏格兰最小的城市。

## 歷史
史特靈是個自石器時代開始就已存在的人類聚落，由於位在一座易守难攻的山頭上（今日史特靈城堡的現址），史特靈至少在羅馬人佔領不列顛島設不列颠尼亚行省之前就已逐漸顯露出其戰略上的重要性。由於史特靈正好位於可橫渡福斯河的浅滩边，因此逐漸成為商業貿易的匯集點而快速發展。12世紀時，當時還只是個城鎮的史特靈獲得大衛一世的加封而首次升格為皇家自治市，並獲得之後其他幾任君主的再承認（當時的鎮名稱為Strivelyn）。
由於史特靈的軍事與政治重要性，在蘇格蘭或甚至整個英國的歷史上，有多場重要的戰役都是在這裡發生，包括1297年9月11日安德魯·德·莫瑞（Andrew de Moray）與威廉·華勒斯率領蘇格蘭軍大敗英格蘭部隊的斯特靈橋之役，以及1314年蘇格蘭獨立戰爭期間所發生的班诺克本之战。

## 教育
斯特灵大学，建立于1967年，靠近小镇亚伦桥，距斯特灵市区约5公里。

## 友好城市
- 法國阿斯克新城
- 美国达尼丁
- 匈牙利古布達
- 加拿大萨默赛德
- 俄羅斯維堡
- 土耳其基茨隆（英语：Keçiören）

## 外部連結
- （英文）史特靈議會區官方網站（页面存档备份，存于）
- （中文）史特靈华人社区（页面存档备份，存于）